# 第一代阿博馬爾公爵喬治·蒙克
第一代阿博馬爾公爵喬治·蒙克（英語：George Monck, 1st Duke of Albemarle，1608年12月6日—1670年1月3日）是一名英国军人、政治家，英国内战时期曾在双方任职，曾组建冷溪卫队，他是促成1660年斯图亚特王朝复辟的主要人物。